# Racing Club Grasse
El Racing Club Grasse es un equipo de fútbol de Francia que juega en el Championnat National 2, cuarta división de fútbol en el país, desde la temporada 2017-18. Juega de local en el Stade de la Paoute en Grasse.

## Historia
Fue fundado en el año 1950 en el poblado de Grasse tras la fusión de los equipos Galia Club y Red Star Grasse; y en sus primeros 40 años de historia los pasó en las ligas regionales hasta obtener el ascenso a la CFA 2 en la temporada 1982/83 por primera vez en su historia, en la cual descendieron tres años después.
En la temporada 2015/16 consigue de nuevo el ascenso a la CFA 2, luego llamada Championnat National 3, permaneciendo en ella solo una temporada ya que ganó su grupo y consiguió el ascenso al Championnat National 2 por primera vez en su historia.

## Palmarés
- CFA 2: 1

2016/17
- División de Honor del Mediterráneo: 4

1982/83, 1991/92, 2009/10, 2015/16
- Copa de la Costa Azul: 1

2014

## Jugadores

### Jugadores destacados
| - Zakaria Grich - Lucas Rougeaux - Paul Bahoken - Stéphane Bahoken - Julien Berthomier | - Laurent Charvet - Laurent Leroy - Jean Sérafin - Yoann Touzghar |